# Kita-ku (Sapporo)
Kita-ku (jap. 北区, dt. „Nordbezirk“) ist einer von zehn Stadtbezirken (ku) von Sapporo, der Hauptstadt der japanischen Präfektur Hokkaidō. Er ist 63,57 km² groß und liegt nördlich des Stadtzentrums. Im Nordwesten grenzt er an die Stadt Ishikari, im Nordosten an die Gemeinde Tōbetsu, im Osten an Higashi-ku, im Süden an Chūō-ku, im Südwesten an Nishi-ku und im Westen an Teine-ku.

## Geographie
Der Stadtbezirk erstreckt sich 14,2 km in Ost-West-Richtung und 13,7 km in Nord-Süd-Richtung. Das Terrain am Rande der Ishikari-Ebene ist weitgehend flach und besitzt keinerlei nennenswerte Erhebungen. Der Boden besteht aus Ton und Torf. An die einst intensive landwirtschaftliche Nutzung erinnern mehrere lang gezogene Windschutzstreifen und Bewässerungskanäle, die erhalten geblieben sind. Heute ist Kita-ku von allen zehn Stadtbezirken der bevölkerungsreichste. In Süd-Nord-Richtung durch den ganzen Bezirk fließt der Sōsei-Kanal, der teilweise identisch mit der östlichen Grenze ist. Er mündet an der Nordgrenze zusammen mit den Flüssen Barato und Fushiko in den Makunbetsu. Dieser stark mäandrierende Altwasserlauf ist von einem Feuchtgebiet umgeben (mit dem seichten Pekeretto-See am Südufer) und ein Seitenarm des Ishikari. Letzterer bildet die Nordostgrenze. Der Shinkawa-Kanal ist die südwestliche Begrenzung des Bezirks und mündet direkt im Japanischen Meer.

## Geschichte
1859 ließen sich die ersten japanischen Siedler nieder und gründeten das Dorf Arai. Als 1871 die Planstadt Sapporo entstand, wurde nördlich davon der bis heute bestehende Kairakuen-Park angelegt. Von 1887 bis 1889 siedelte die Regierung gezielt mehrere hundert militärische Grenzkolonisten (Tondenhei) an – überwiegend aus Kyūshū stammende ehemalige Samurai mitsamt ihren Familien, um die Entwicklung der Landwirtschaft zu fördern. Ab 1902 gehörte der größte Teil des Gebiets zu den Gemeinden Shinoro und Kotoni. 1903 zog die Landwirtschaftsschule Sapporo in das Areal nördlich des Hauptbahnhofs um; daraus entstand der weitläufige Campus der heutigen Universität Hokkaidō.
Ab 1927 war das Gebiet des heutigen Kita-ku an das Netz der Straßenbahn Sapporo angebunden, ab 1934 über die Sasshō-Linie an das regionale Eisenbahnnetz. 1955 fusionierten Shinoro und Kotoni mit der Stadt Sapporo. Ab 1956 wurde ganz im Norden Erdöl gefördert; die Produktion war aber wenig profitabel und musste bereits nach 15 Jahren eingestellt werden. 1971 ersetzte eine U-Bahn-Linie die Straßenbahn. Am 1. Februar 1972 schuf die Regierung den heutigen Stadtbezirk Kita-ku. 1986 fand im Yurigahara-Park die nationale Blumen- und Gartenbauausstellung statt.

## Verkehr
Hauptverkehrsachse ist die Nationalstraße 231, die parallel zum Sōsei-Kanal verläuft (teilweise beidseitig) und in Richtung Rumoi führt. Sie kreuzt sich im Südteil des Bezirks mit der Sasson-Autobahn nach Otaru. Ganz im Nordosten verläuft die Nationalstraße 337, die Sapporo im Norden und Osten großräumig umfährt.
Ganz im Süden befindet sich der Hauptbahnhof Sapporo an der Hakodate-Hauptlinie, der wichtigsten Bahnstrecke Hokkaidōs. Von hier aus können alle größeren Städte der Insel erreicht werden. Der Hauptbahnhof ist Umsteigeknoten zu zwei Linien der U-Bahn Sapporo. Dabei erschließt die Namboku-Linie den südlichen Teil von Kita-ku mit den Bahnhöfen Kita-jūni-jō, Kita-jūhachi-jō, Kita-nijūyo-jō, Kita-sanjūyo-jō und Asabu. Eine weitere Bahnverbindung ist die Sasshō-Linie; sie erschließt den Bezirk mit den Bahnhöfen Shinkawa, Shin-Kotoni, Taihei, Yurigahara, Shinoro, Takuhoku und Ainosato-Kyōikudai. Darüber hinaus gibt es zahlreiche Buslinien privater Unternehmen.

## Sehenswürdigkeiten
- Bibliothek und Museum der Universität Hokkaidō
- Furukawa Memorial Hall
- Sapporo Sunplaza (Kulturzentrum)
- Yurigahara-Park (mit Parkeisenbahn „Lily Train“)

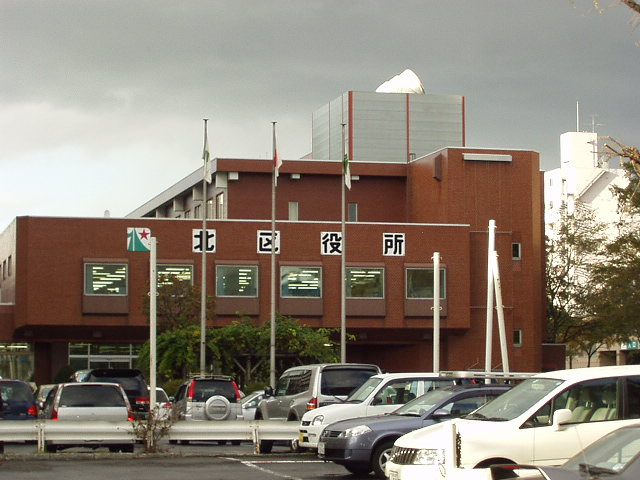
Rathaus von Kita-ku
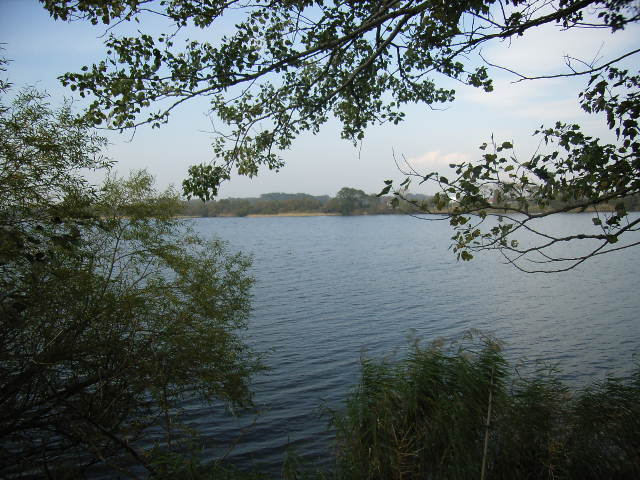
Am Ufer des Barato
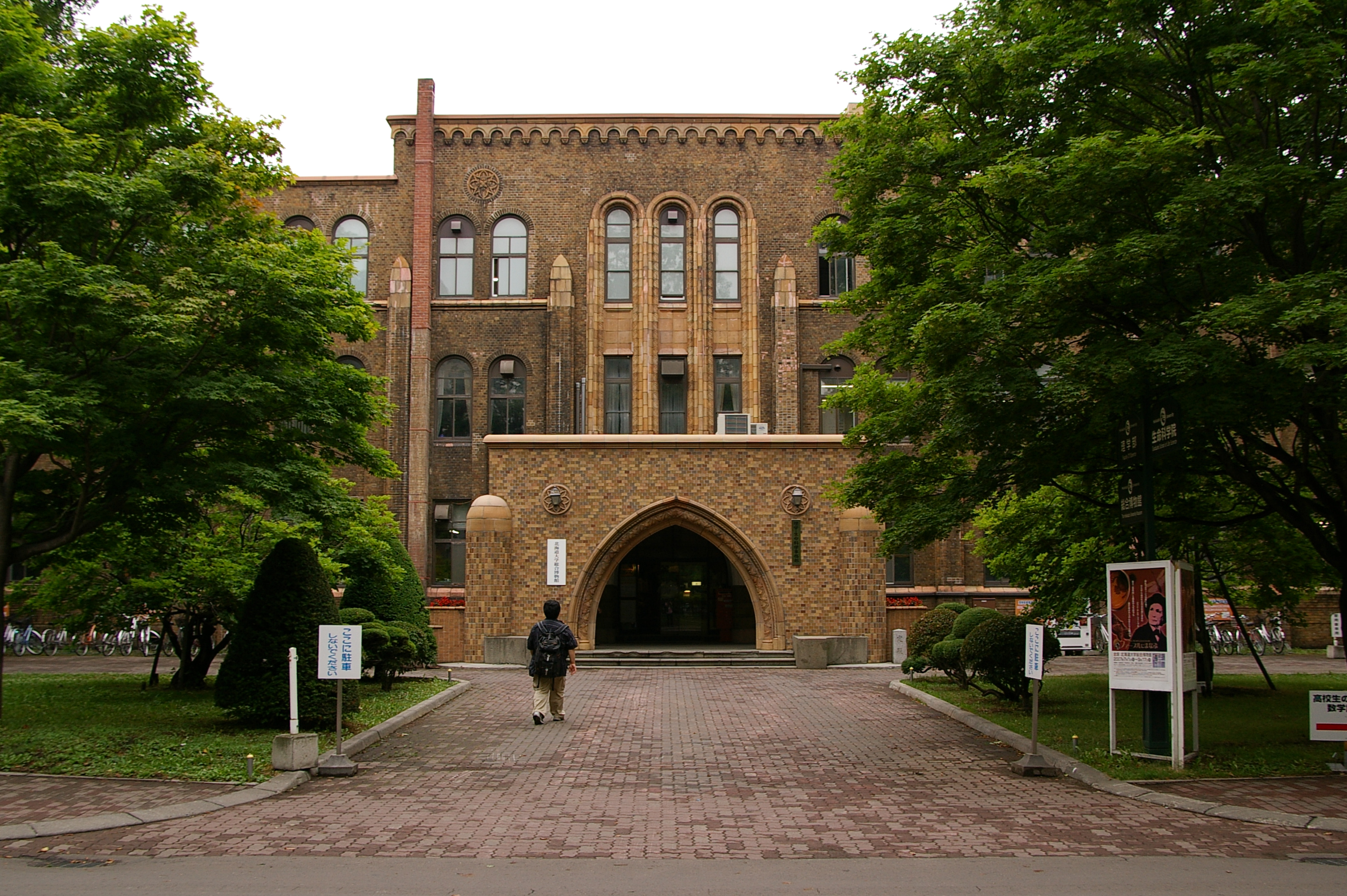
Universitätsmuseum
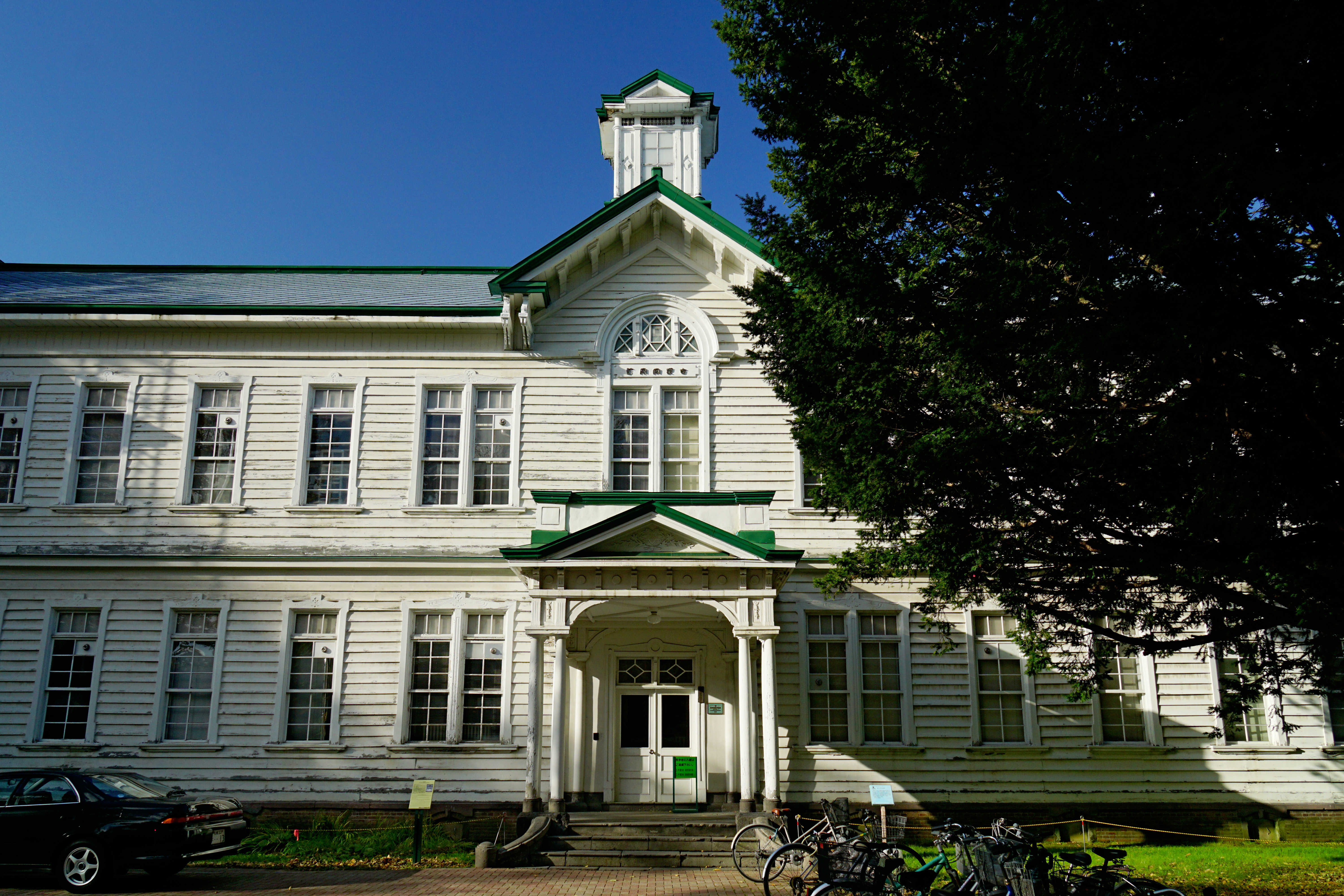
Furukawa Memorial Hall
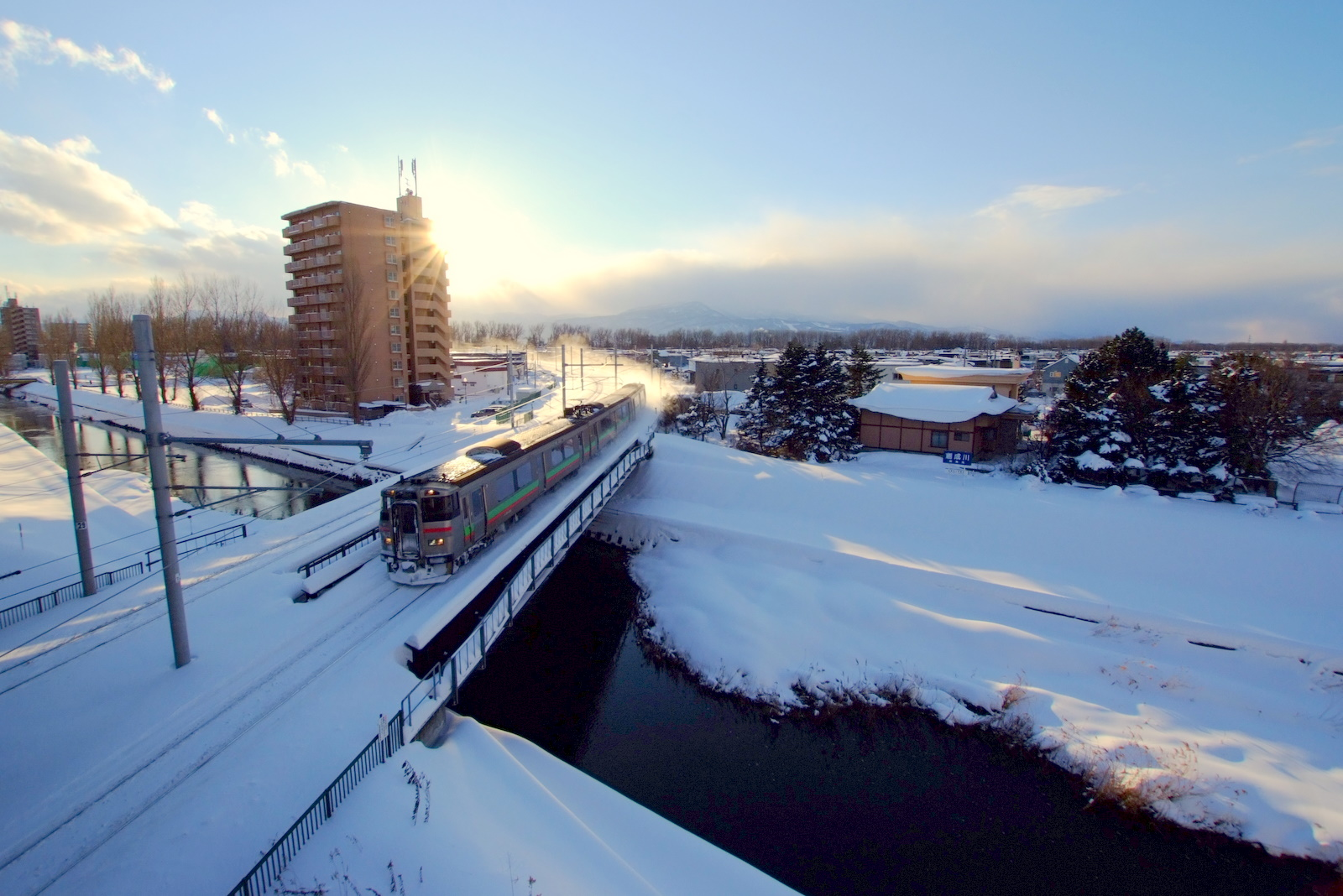
Sasshō-Linie
Yurigahara-Park (mit Lily Train)

## Bildung
- Universität Hokkaidō
- Pädagogische Hochschule Hokkaidō
- Fuji-Frauenuniversität
- Universität für Gesundheitswissenschaften